# كامبيجليا ماريتيما
كامبيغليا ماريتيما، هي بلدية في مقاطعة ليفورنو في منطقة توسكاني الإيطالية، وتقع على بعد 90 كيلومترا (56 ميل) جنوب غرب فلورنسا وحوالي 60 كيلومترا (37 ميل) جنوب شرق ليفورنو.
وقد شهد على اسم توبونيا لأول مرة في عام 1004 باعتباره كامبيجليا وهي مشتقة من الحرم اللاتيني ("الميدان"). في عام 1862 أضيفت كلمة ماريتيما (من ماريتيما اللاتينية) للتأكيد على انتمائها إلى ماريما، وهي المنطقة التي غمرها بحر تيررينيا.

## ملخص
تقع المدينة في تلة تطل على البحر والمناطق الريفة المحيط بها ، ولها أصول من القرون الوسطى ولكن يمكن العثور على آثار للحضارات الإتروسكانية والرومانية أيضا. ويرتبط ماضيها بأنشطة عمل المعادن كما شهدتها أفران فال فوكينايا وبقايا أعمال التعدين والمعادن في الحديقة الأثرية المعدنية في سان سيلفيسترو في سان سيلفيسترو.

## جغرافية
تقع كامبيغليا ماريتيما في منطقة ماريما العليا ، بالقرب من نهر كورنيا ، وهو مجرى مائي متقطع يعطي اسمه للمنطقة التي ينتمي إليها كامبيغليا ، ما يسمى فال دي كورنيا. والبلديات الرئيسية هي بيومبينو وسان فينسينزو وسوفيريتو.
وتشمل البلدية على فرازيوني كافاجيو وفنتورينا تيرمي ، و القرى الصغيرة من بانديتيل ولوميير.

## المعالم السياحية الرئيسية

### بالازو بريتوريو
يعد المبنى ، المقر القديم للسلطة السياسية والعسكرية ، هو دليل هام على أواخر عهد كامبيغليا في القرون الوسطى ويظهر تأثير مدينتين توسكانا المسيطرتين ، فلورنسا وبيزا. الواجهة الأصلية مصنوعة من عقدين من الحجر الجيري الأبيض-الرمادي حيث تشير النقوش إلى أن المبنى قد شيد في عام 1246. الجزء العلوي من الواجهة يُثرى بـ 72 شعار هرماني يعود تاريخها إلى 1406 ،و هي السنة التي مرت فيها كامبيغليا تحت حكم الجمهورية الفلورنسية. المبنى كان في الأصل أصغر وتم توسيعه عدة مرات في القرون الماضية. ويحتضن بالازو بريتوريو الأرشيف التاريخي للبلدية ، ومتحف معدني ، ومكتبة للأطفال ، والمعرض الدائم للوحات كارلو غوارنييري والنقوش.

### جرجير
مجمع روكا الذي يعود إلى القرون الوسطى يرتفع على قمة التل حيث كامبيغليا تقع. يحتوي المبنى على مخطط متعدد الأضلاع غير منتظم ويتكون من أجزاء مختلفة. أقدم البقايا هي البرج المركزي ، الصهريج ، وآثار متناثرة من الحجارة. في عام 1932 ، أدى بناء القناة المائية البلدية إلى أضرار كبيرة للمجمع ، مثل تعديل الخطة القديمة. وفي عام 1990 ، حصلت بلدية كامبيغليا على روكا. منذ عام 1994 بدأ قسم علم الآثار في العصور الوسطى بجامعة سيينا تنقيب أثري تظهر نتائجها حالياً في المتحف (موسيو ديلا روكا) الذي افتتح في عام 2008. وقد تم الكشف عن وجود قرية ذات كوخ خشبي لمزارع منذ القرن العاشر ، في حين أن آثار المباني الحجرية الأولى تعود إلى القرن الثاني عشر كمنطقة سكنية لأسرة ديلا غيرارديسكا القوية ،التي كانت تحكم كامبيغليا في ذلك الوقت. في نهاية القرن الثالث عشر ، منذ تغيير السيناريو السياسي المحلي ، استقرت حامية بيسان في القلعة ، كما تشهد على ذلك قطع الأسلحة والمدرعات التي حفرت في المنطقة.

### الحديقة الأثرية المعدنية في سان سيلفسترو

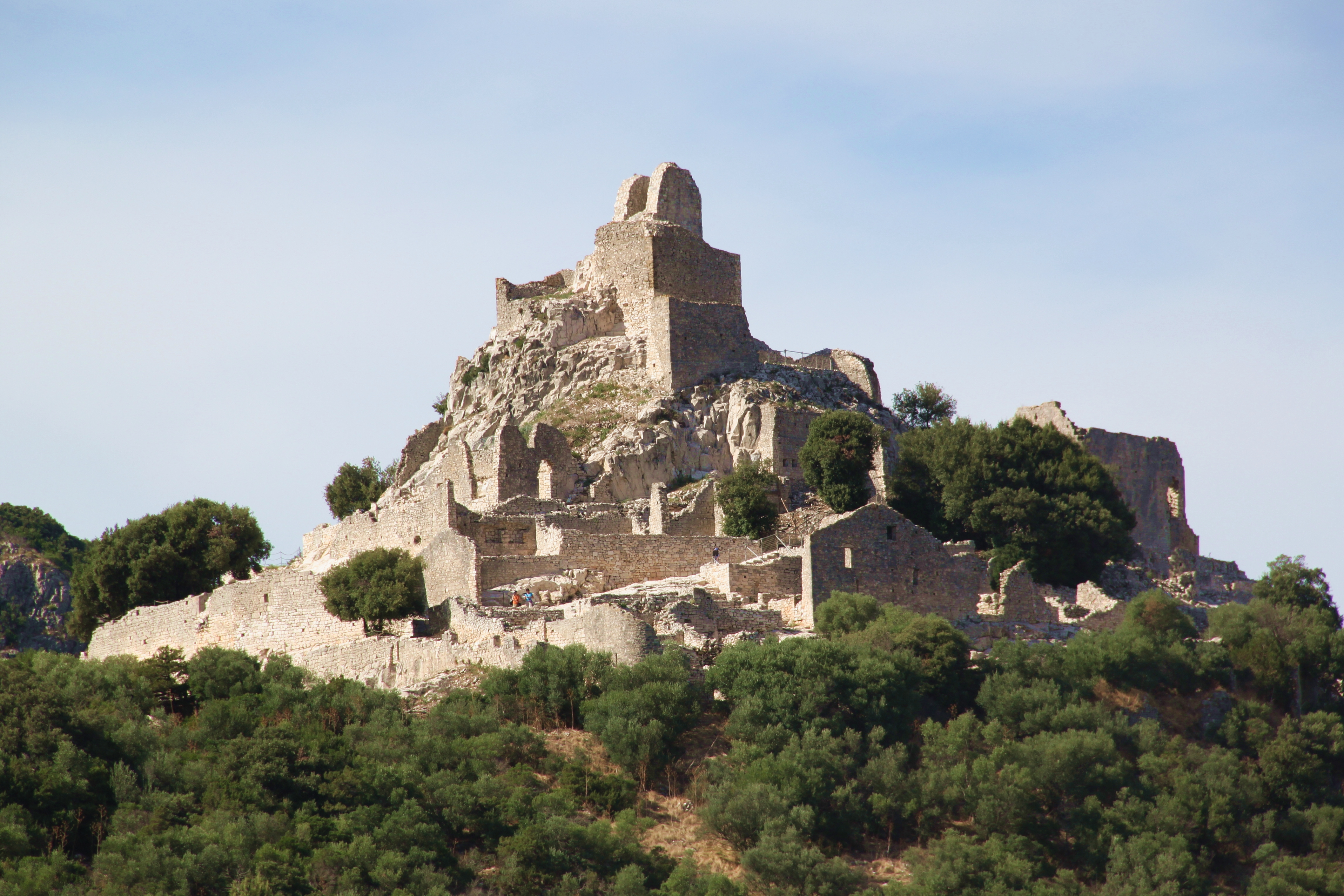
روكا سان سيلفسترو

تغطي الحديقة مساحة 450 هكتارا في شمال كامبيغليا ماريتيما ويظهر تاريخ التعدين والدورة المعدنية من العصر الإتروسكاني إلى يومنا هذا. تمثل بقايا روكا سان سيلفيسترو ، وهي منطقة محصنة بنيت من قبل عائلة ديلا غيرارديسكا في القرن العاشر الحادي عشر ، قلب الحديقة. نفق لانزي-تيمبينو ، حيث يمكن للزوار على متن القطار اكتشاف رحلة المعادن ، و تيمبينو ماين ، حيث تطور التقنيات المستخدمة لاستخراج المعادن هو أيضا جدير بالملاحظة.

### تياترو دي كونكوردي
تم بناء المسرح في نصف القرن التاسع عشر. وتم تمويل المشروع من قبل أكاديميا ديي كونكوردي ، وهي جمعية لمواطني كامبيغليا الأثرياء ، وتم افتتاحه في 26 ديسمبر 1867. ويتم تزيين أقسامها الداخلية بواسطة الرسام ميشيل ألبيوني وتنظيمها في ثلاثة مستويات من بالشي (الصناديق الخاصة). وقد حصلت عليها البلدية في عام 1990.

### متحف الفن المقدس
افتتح في 11 يوليو 2003 ، ويعرض مجموعة من المواد للاستخدام الليتورجي والتعبد التي تمثل التراث التاريخي والفني لكنيسة أبرشية سان لورينزو. وهي موجودة في الغرفة السفلية تحت الكنيسة ، والتي تسمى سالا ديل فولتي ("غرفة مخبأة") ، وهذا هو ما تبقى من مبنى من القرون الوسطى.

### الكنائس

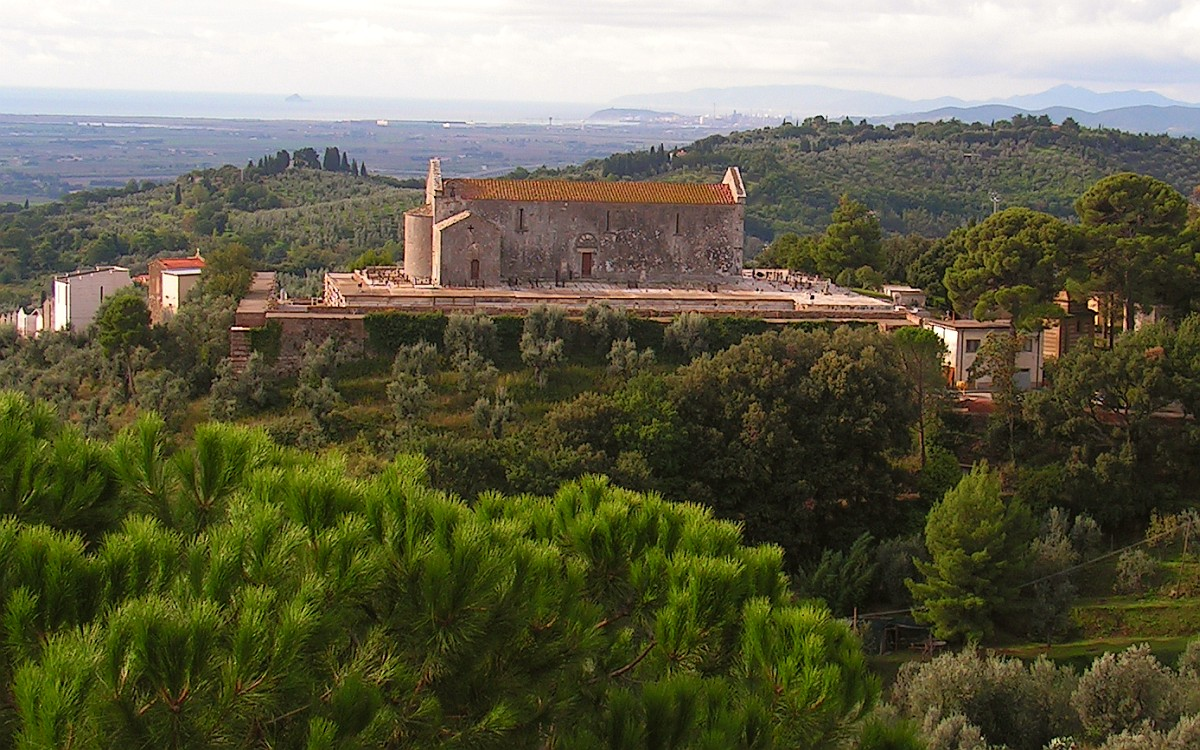
Pieve of San Giovanni والمقبرة المحيطة بها

- بيفي من سان جيوفاني: تتميز كنيسة سان جيوفاني على النمط البيزنطي الرومانسي بخطوط معمارية بسيطة مع خطة في شكل صليب تاو وقمرة صغيرة في نهاية الممر المركزي. وفقا لنصب تذكاري وضع على جوانب الباب الرئيسي ، بنيت الكنيسة في عام 1173. في الجانب الخارجي من الجناح الأيسر ، أسفل حافة السقف مباشرة ، توجد صيغة سحرية بلورية في لوحة حجرية. هذه الجملة اللاتينية ، التي تنص على "SATOR AREPO TENET OPERA ROTAS" ، هي مثال على Sator Square وهي تحدد على ثلاثة أسطر يمكن قراءتها من اليسار إلى اليمين أو من اليمين إلى اليسار. وتتميز معالم بوابة الجانب الأيسر بنحت الحجر الذي يمثل مشهد صيد خنزير بري يشير إلى التقاليد الإتروسكانية والرومانية.
- كنيسة أبرشية سان لورينزو: ذكرت لأول مرة في عام 1325. في الأصل كان لديها ممر واحد فقط ولكن في وقت لاحق تم إضافة جناح كنيسة الرحمة في القرن السابع عشر. وقد تم تجسيد لوحاتها الداخلية مع لوحات من القرن السادس عشر والسابع عشر ، وخاصة "Our Lady of Graces" المنسوبة إلى سيد سان توربي.
- كنيسة سان أنطونيو: وفقاً للمؤرخ إيزيدورو فالشي ، فإن الكنيسة ذكرت لأول مرة في مرجع تاريخي من القرن السادس عشر ، ومن المفترض أنها بنيت في هذه الفترة. الكنيسة ، مصنوعة من الحجر الرملي والحجر الجيري ، لديها ممر واحد وواجهة جملونية . بعد بضعة خطوات من المدخل الرئيسي تم الكشف عن لوحة جديدة تصور القديس أنطوني الأب في 5 يوليو 2015. وقد تحقق ذلك من قبل طلاب أكاديمية فلورنسا للفنون الجميلة.
- محمية مادونا دي فوكينايا: تقع على طول الطريق من كامبيجليا إلى سان فينسينزو. سنة البناء غير مؤكدة. يرجع تاريخ أول مرجع تاريخي لها إلى عام 1493م (تشير مصادر أخرى إلى أوائل القرن السادس عشر) في إشارة إلى ضم دير مخصص للرؤساء الأوغسطينيين. أخذت المحمية اسمها من لوحة العذراء التي وجدت، وفقاً للتقاليد في دكان حداده بالقرب من هذا الموقع. يتم عرض نسخة فوق المذبح في حين أن اللوحة الأصلية محفوظة في كنيسة أبرشية سان لورينزو.

### تمثال لامبو

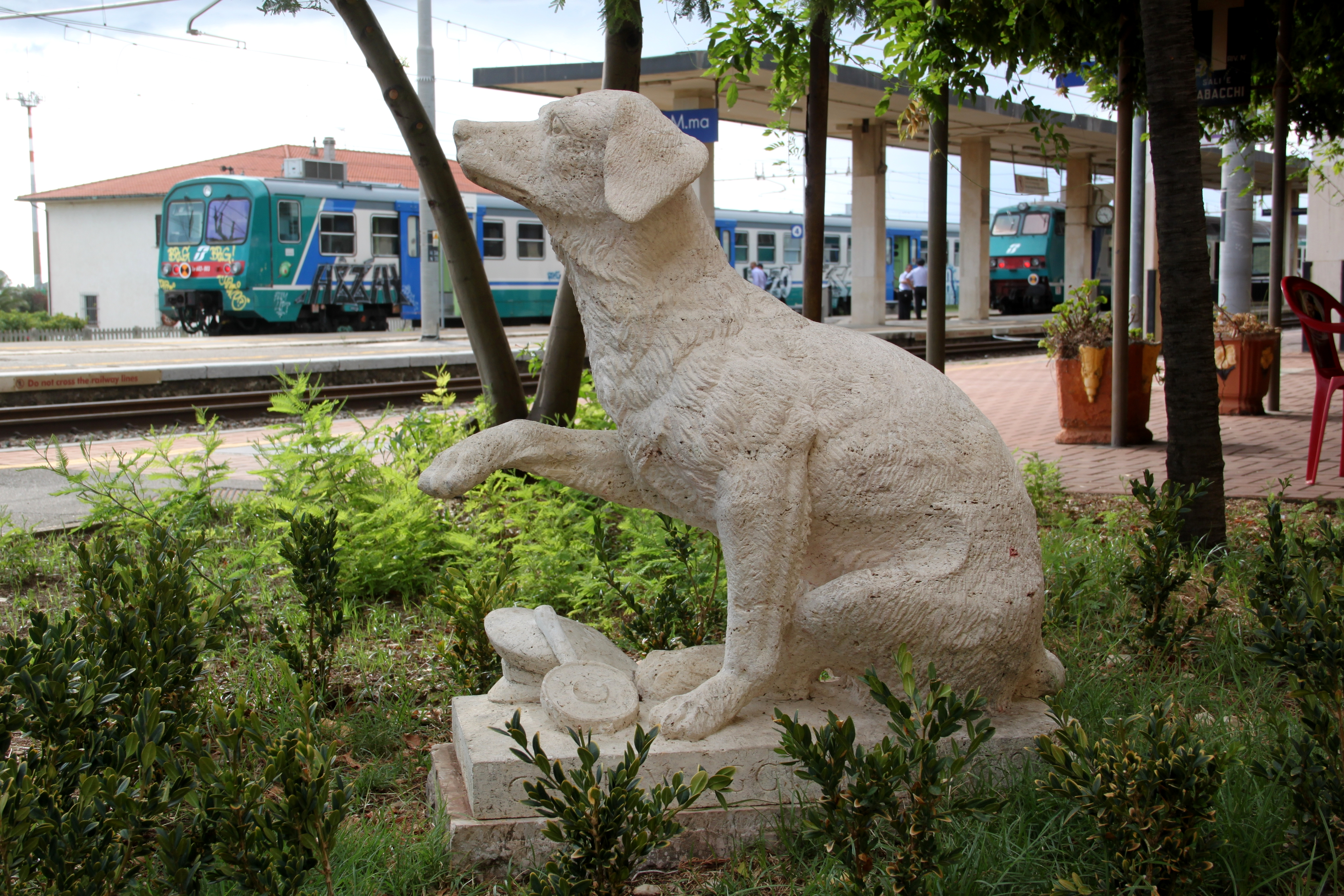
نصب لامبو في محطة سكة حديد كامبيجليا ماريتيما.

هناك تمثال لكلب يدعى لامبو (البرق بالإيطالية) في محطة سكة حديد كامبيجليا ماريتيما في فينتورينا تيرمي. تحيي ذكرى الكلب الذي كان مشهورا في إيطاليا خلال الخمسينيات من القرن الماضي للسفر بالقطار. وفي مساء يوم 22 يوليو / تموز 1961 في كامبيغليا ماريتيما ، اصطدم قطار الشحن المناور بالكلب ، الذي دفن بعد ذلك في مشتل زهور عند سفح شجرة أكاسيا في محطة السكك الحديدية.

## حضاره
تستضيف المدينة مهرجان أبريتيبورغو ، وهو مهرجان فني للشوارع الذي يعقد سنويا منذ عام 2005 ، وعادة في منتصف أغسطس ، من 11 إلى 15.

## مشاهير
- لوسيو كوليتي ، سياسي وفيلسوف
- إيسيدورو فالشي ، طبيب وعالم آثار
- ريناتو فوسيني ، شاعر
- ريكاردو فوجلي ، مغني
- لوتشيانو لوسي ، حكم كرة القدم

## معرض

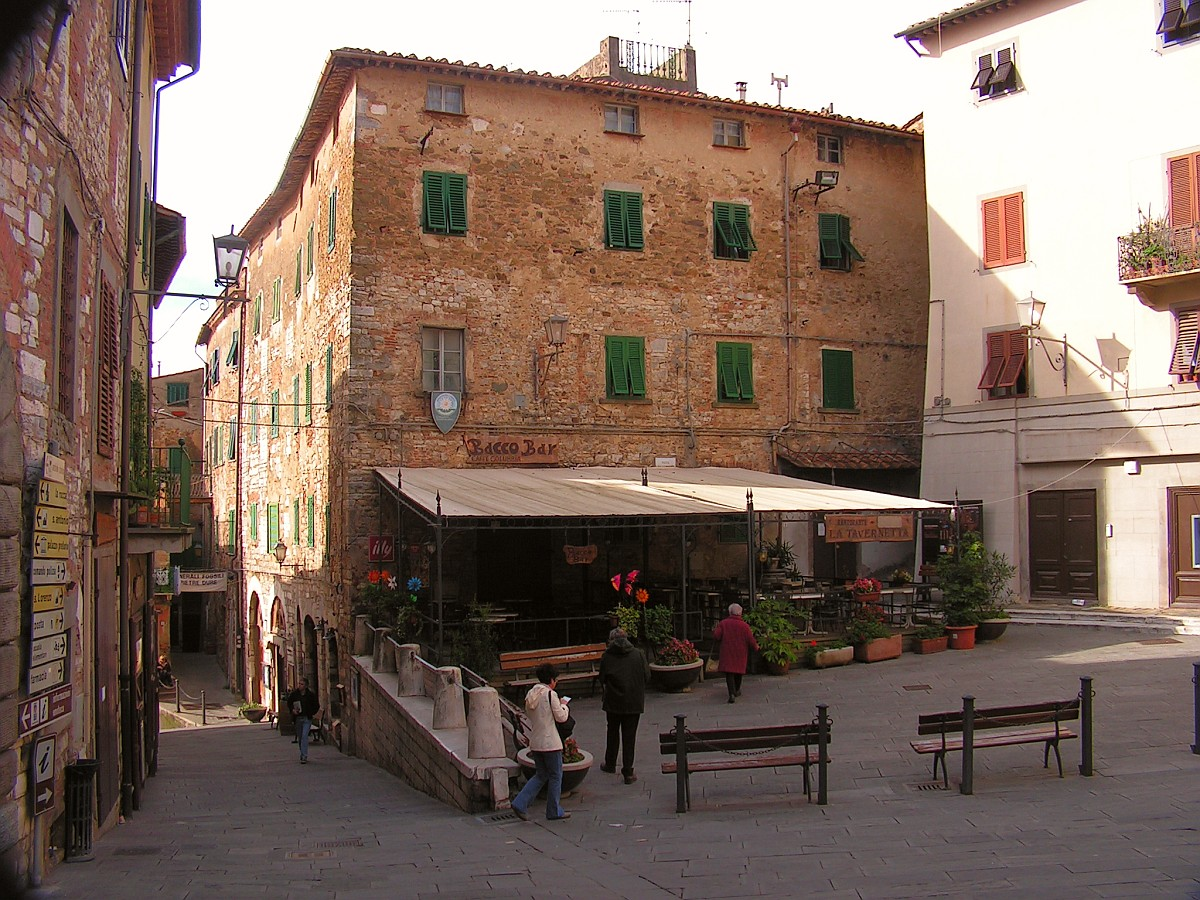
بيازا ديلا ريبوبليكا
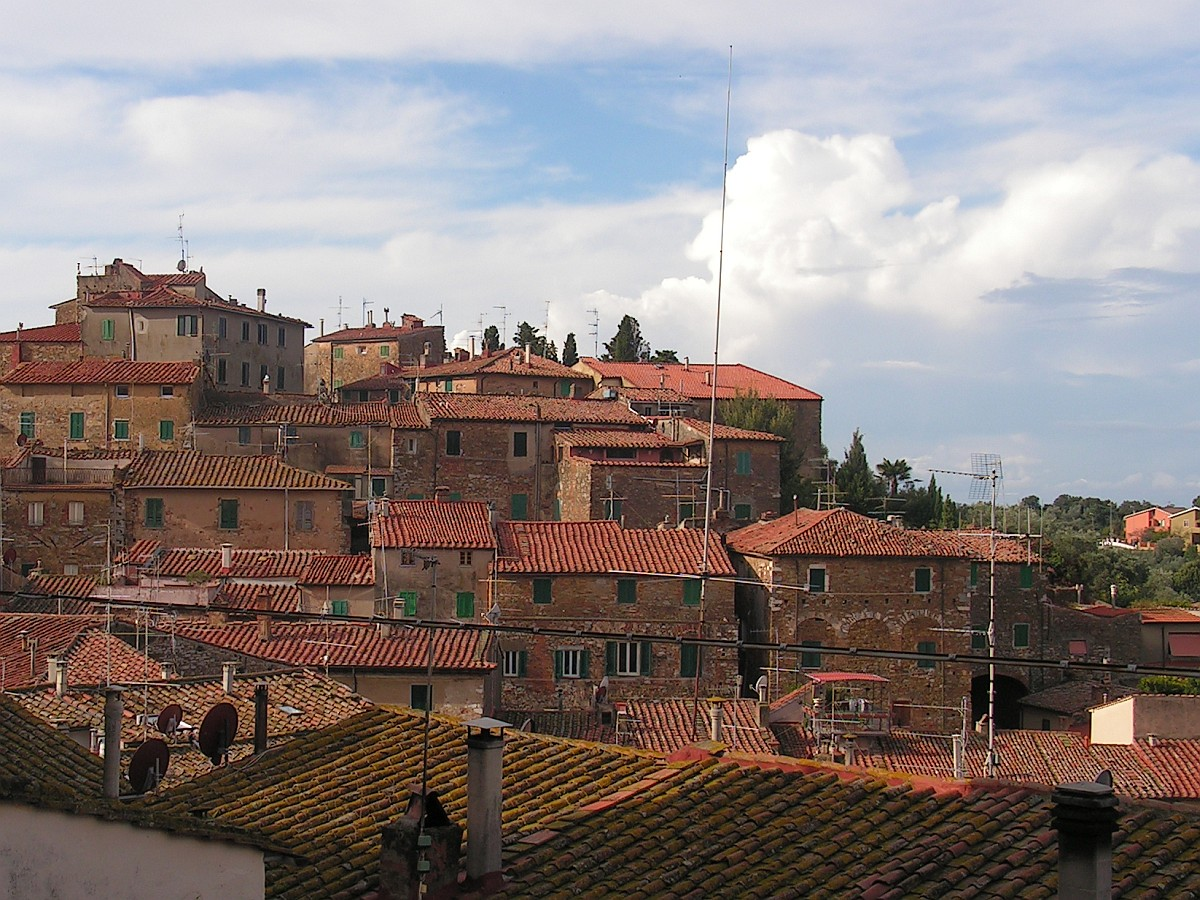
بانوراما
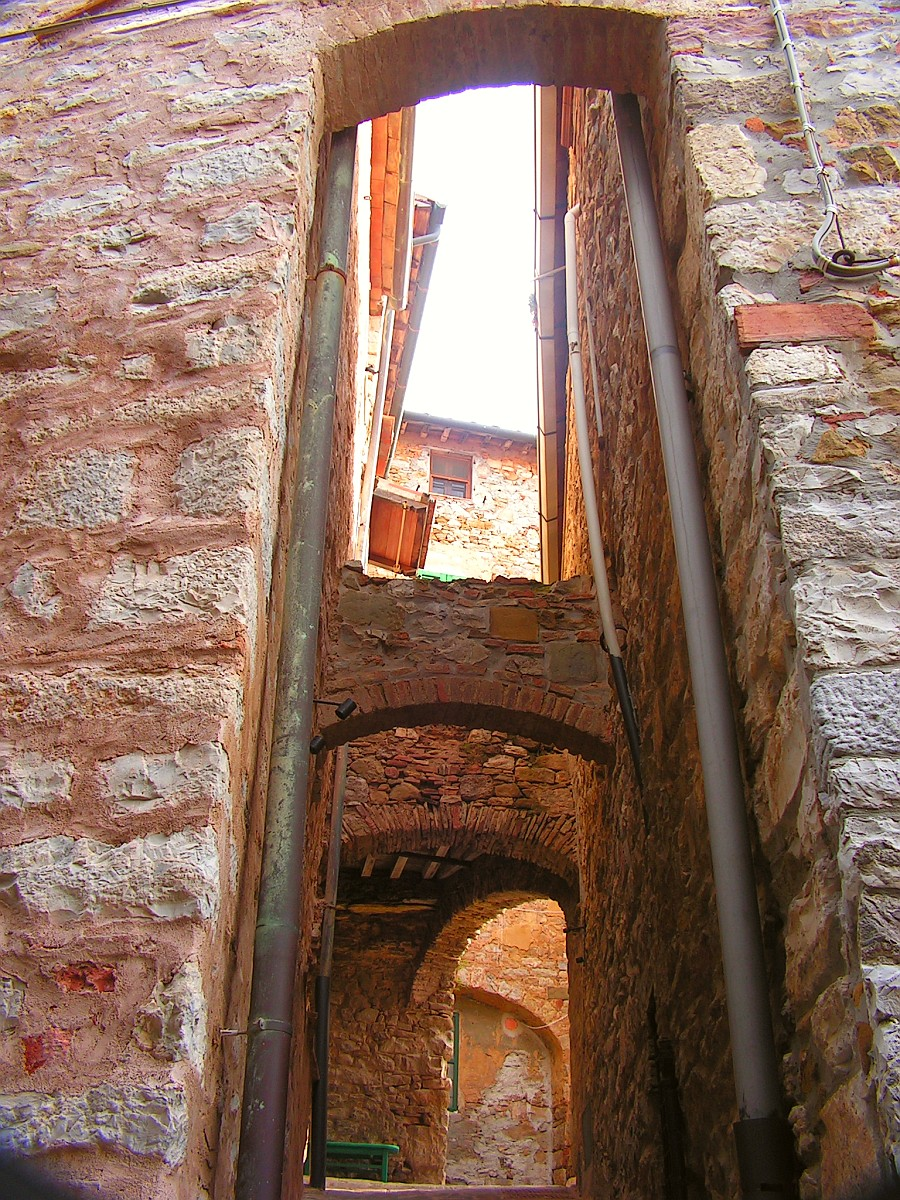
ارتشي في مورتورا
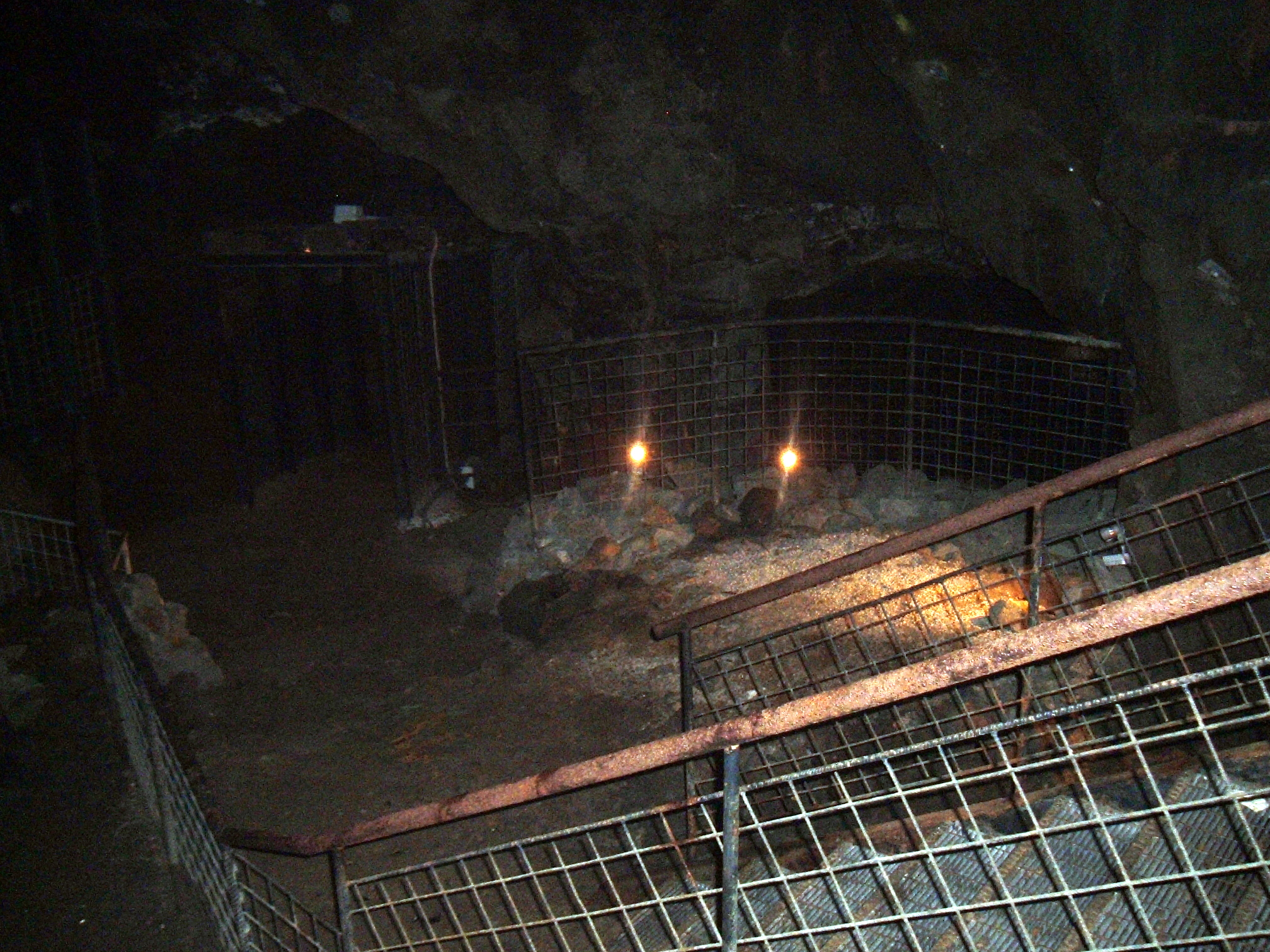
منجم تمبرينو ، في منتزه سان سيلفسترو الأثري
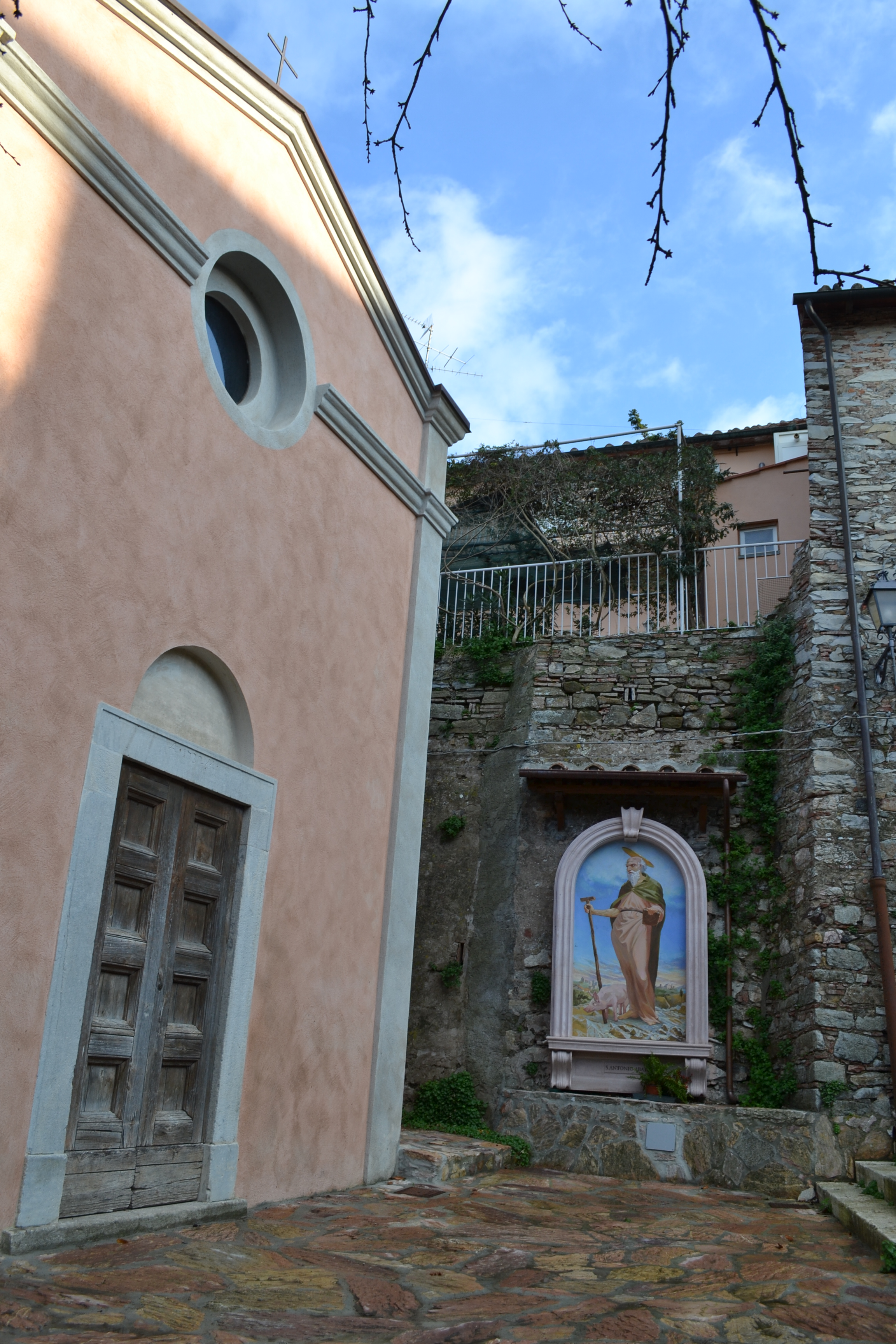
كنيسة سانت أنطونيو

## فهرس
- Isidoro Falchi، Trattenimenti popolari sulla storia della Maremma e di Campiglia Marittima ، Prato، 1880.
- ريكاردو بيلكاري ، Romanico tirrenico: chiese e monasteri medievali dell'Arcipelago Toscano e del litorale livornese ، Pacini ، Ospedaletto ، 2009.

## روابط خارجية
- الموقع الرسمي